# Andreja Slokar
Andreja Slokar (15 ottobre 1997) è una sciatrice alpina slovena.

## Biografia
Attiva in gare FIS dall'agosto del 2017, la Slokar ha esordito in Coppa Europa il 24 gennaio 2015 a Spital am Pyhrn in combinata (68ª) e in Coppa del Mondo il 6 gennaio 2018 a Kranjska Gora in slalom gigante, senza completare la prova. Il 9 gennaio 2021 ha ottenuto a Vaujany in slalom speciale il primo podio in Coppa Europa (2ª) e il giorno successivo, nelle medesime località e specialità, la prima vittoria; ai successivi Mondiali di Cortina d'Ampezzo 2021, sua prima presenza iridata, si è classificata 5ª nello slalom speciale, 11ª nella gara a squadre e non si è qualificata per la finale nello slalom parallelo. Nello stesso anno ha ottenuto la prima vittoria in Coppa del Mondo, nonché primo podio, il 13 novembre a Lech/Zürs in parallelo; ai XXIV Giochi olimpici invernali di Pechino 2022, suo esordio olimpico, si è piazzata 5ª nello slalom speciale, 7ª nella gara a squadre e non ha completato lo slalom gigante. Ai Mondiali di Saalbach-Hinterglemm 2025 è stata 6ª nello slalom speciale e 9ª nella combinata a squadre.

## Palmarès

### Coppa del Mondo
- Miglior piazzamento in classifica generale: 23ª nel 2022
- Vincitrice della classifica di slalom parallelo nel 2022[1]
- 3 podi (2 in slalom speciale, 1 in slalom parallelo):
  - 2 vittorie (1 in slalom speciale, 1 in slalom parallelo)
  - 1 terzo posto (in slalom speciale)

#### Coppa del Mondo - vittorie
| Data             | Località  | Paese   | Specialità |
| ---------------- | --------- | ------- | ---------- |
| 13 novembre 2021 | Lech/Zürs | Austria | PR         |
| 19 marzo 2022    | Méribel   | Francia | SL         |

Legenda:

SL = slalom speciale

PR = slalom parallelo

### Coppa Europa
- Miglior piazzamento in classifica generale: 2ª nel 2021
- Vincitrice della classifica di slalom speciale nel 2021
- 4 podi:
  - 2 vittorie
  - 2 secondi posti

#### Coppa Europa - vittorie
| Data            | Località | Paese    | Specialità |
| --------------- | -------- | -------- | ---------- |
| 10 gennaio 2021 | Vaujany  | Francia  | SL         |
| 22 gennaio 2021 | Gstaad   | Svizzera | SL         |

Legenda:

SL = slalom speciale

### Campionati sloveni
- 7 medaglie:
  - 4 ori (slalom speciale nel 2021; discesa libera, supergigante, combinata nel 2022)
  - 2 argenti (combinata nel 2021; slalom gigante nel 2022)
  - 1 bronzo (slalom speciale nel 2018)